# 16214 Venkatachalam
A 16214 Venkatachalam (ideiglenes jelöléssel 2000 CM87) a Naprendszer kisbolygóövében található aszteroida. A LINEAR projekt keretében fedezték fel 2000. február 4-én.